# Microscopio confocal láser de barrido

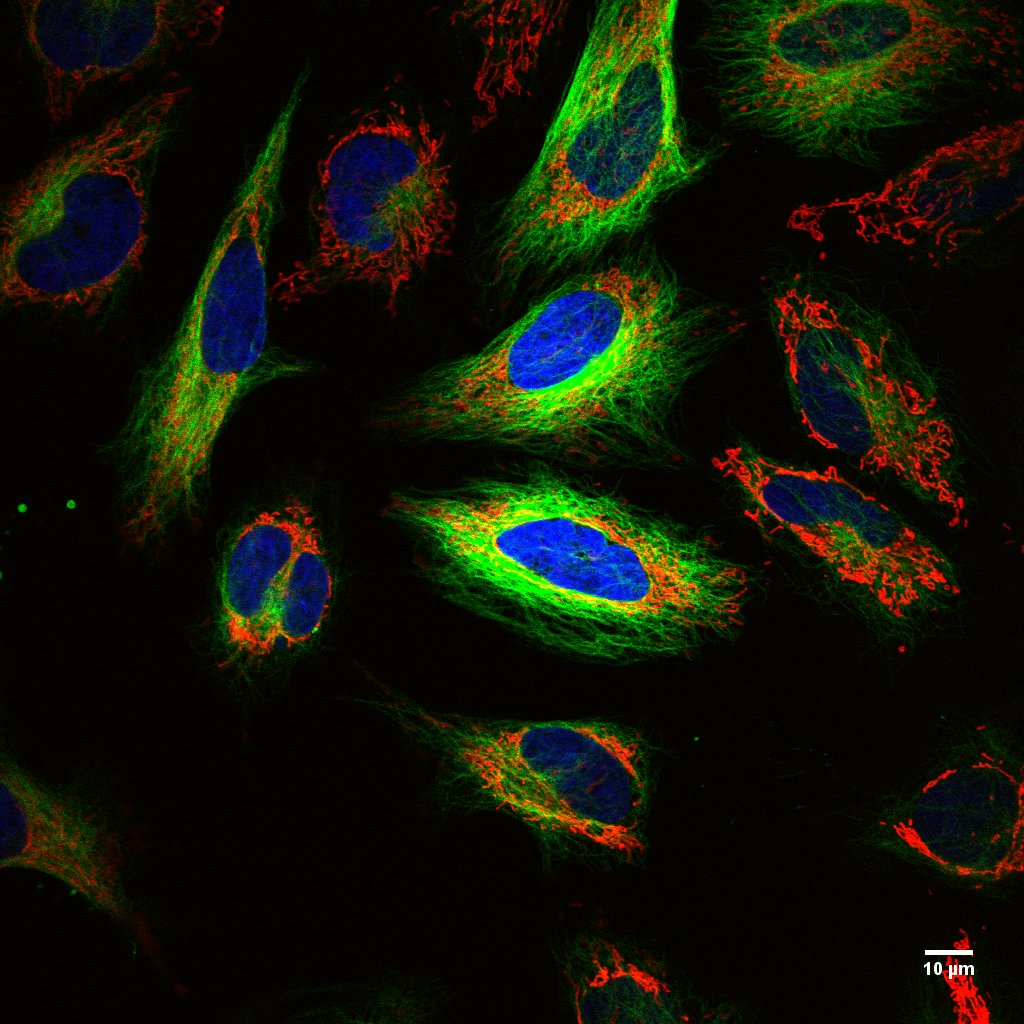
Imagen de CLSM con fluorescencia. Las células fuera de foco aparecen más oscuras o en negro. Se observan mitocondrias (en rojo), núcleos (en azul) y microtúbulos (en verde).

El microscopio confocal láser de barrido  (también, microscopía confocal de escaneo láser) (CLSM o LSCM) combina el microscopio de fluorescencia con la imagen electrónica y puntos de luz suministrados, lo que permite obtener imágenes en tres dimensiones sobre el objeto deseado.
La herramienta de microscopía confocal de barrido láser es valiosa para: obtener imágenes de alta resolución, para la reconstrucción 3D de estructuras biológicas marcadas con fluorocromos y para el estudio de especímenes donde es de interés mostrar la superficie.
Una de las ventajas de la CLSM es que se trata de un método de naturaleza no invasiva y que la muestra conserva sus características originales.
El CLSM como microscopio confocal permite obtener imágenes de mayor calidad mediante técnicas de filtrado que eliminan la luz que proviene de planos fuera de foco. Esto permite controlar la profundidad de campo y, además, obtener series de imágenes del espécimen cambiando el plano del foco. Son visibles las regiones que quedan enfocadas, el resto del preparado aparece negro. Por lo tanto, la aplicación de este tipo de microscopía no está limitada a muestras delgadas.

## Uso en la industria
Por ejemplo, muestras de alimentos de determinado grosor pueden ser analizados por el CLSM para obtener información estructural. Una vista precisa de los arreglos espaciales de las estructuras de los alimentos pueden ser obtenidas recogiendo información 3D de la muestra. La visualización de la muestra ocurre en determinadas condiciones ambientales que permite la observación de la muestra en estados hidratados. Por ejemplo, la microestructura de la separación de la fase acuosa de la mezcla proteína polisacárido puede ser evaluada sin tener que cambiar la condición del solvente.
En ventaja adicional del CLSM es la posibilidad de continuar in situ las dinámicas del proceso como una fase de separación, cualicion, agregación, coagulación, solubilización, etc. Las fases especialmente diseñadas que permiten calentamiento, enfriamiento o mezcla de las muestras dan la posibilidad de simular un alimento procesado bajo un microscopio.

## Uso en la biología

### Técnicas asociadas a CLSM
En algunos casos solo un par de pasos preparatorios son necesarios para visualizar una muestra en el CLSM esto a menudo se puede aplicar a las plantas naturales donde naturalmente ocurre la fluorescencia (autofluorescencia) puede ser suficiente para generar un contraste.
Otro ejemplo sería la emulsión de biopolímeros que contienen gelatina, donde la autofluorescencia de la gelatina permite la visualización de la microestructura de la emulsión al momento.

### Fluorescencia

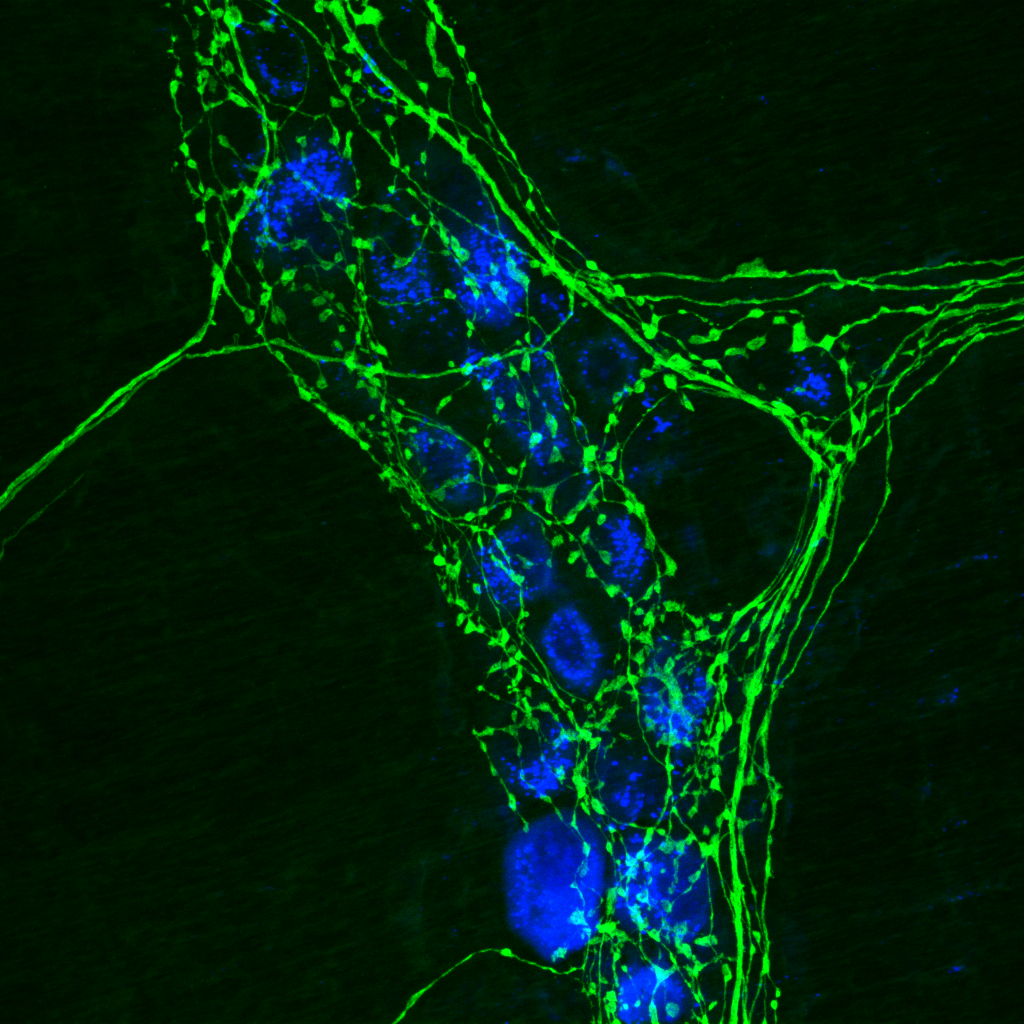
Imagen CLSM multicelular visible mediante inmunohistoquímica. Ganglio mientérico dentro de la pared del intestino; se observan axones terminales del sistema simpático (en verde) y núcleos de neuronas posgangliónicas (en azul).

En el modo de fluorescencia, el láser puede ser usado para excitar un colorante fluorescente determinado, que puede ser usado para ubicar moléculas químicas específicas que se asocian con él. Además, moléculas diferentes pueden ser identificadas simultáneamente en la misma muestra, por detección de fluorescencias específicas distintas.
De forma alternativa los componentes de interés en la muestra pueden ser etiquetados. Los tintes fluorescentes son agentes de etiquetado que contienen estructuras excitables que emiten fluorescencia después de ser iluminados por luz de una longitud de onda específica. Los fotones emitidos por los tintes fluorescentes son visibles incluso hasta debajo de la resolución límite de los microscopios así como sus estructuras aparecen como puntos con un diámetro de la resolución límite de la óptica del microscopio. 
El CLSM puede ser combinado con la intensidad fluorescente para cuantificar los componentes marcados en las mezclas acuosas de biopolímeros por momentos, esta técnica permite la cuantía de la concentración de los biopolímeros y su volumen de fase. Por otra parte, la variación de pH en una muestra puede ser detectada usando un compuesto fluorescente que es sensible al pH. 
Además ofrece la posibilidad de analizar la topografía y la superficie de las muestras en el modo epireflectivo. En este modo la luz láser que es reflejada desde la muestra es tomada como una señal al incrementar la intensidad de la señal puede ser cubierta con una capa delgada de metal como recubrimiento metalizado para la preparación de una microscopia electrónica de barrido. Convencionalmente la transición de luz en imágenes es limitada cuando se aplica a secciones gruesas, por eso las imágenes pueden ser distorsionadas por información fuera de enfoque.

### Reconstrucción 3D
Recientemente con el poder incrementado de procesamiento de imágenes de las computadoras una herramienta de reconstrucción de imágenes llamada desconvolución fue desarrollada para tratar series focales de transmisión de imágenes. Los resultados fueron representaciones no distorsionadas en 3D similares a las pilas confocales de imágenes. 

### Animación 3D
La grabación de una serie de secciones ópticas en la dirección z (hacia el interior de la muestra), las que luego son reconstruidas en una imagen 3D y la imagen obtenida puede ser manipulada de varias formas usando un software computacional. Las cuales incluyen reconstrucciones 3D, animación 3D.
Las alteraciones drásticas en el diseño de CLSM abrieron la posibilidad de grabar las imágenes de luz confocales, tales métodos implican menos pasos (por ejemplo, la omisión de la tinción) de preparación para estar listos para imágenes con focles en 3D. 
Una limitación mayor del CLSM es el hecho que más muestras requieren mayor tratamiento para ser visibles. Todos los pasos tales como la tinción o el enfriamiento de la autofluorescencia, que tienden a ser diseñados en líquidos en los cuartos de temperatura puede dar lugar a efectos como la hinchazón y la solubilización de componentes. 
Algunos fluorocromos son sensibles a la iluminación láser y se pueden destruir en el tiempo necesario para buscar y adquisición de una imagen. Los lentes objetivos con una apertura numérica alta (63XNA 1.4, 40xNA1.0) son normalmente usados para proveer un buen poder de resolución en las direcciones x, y, z, por las leyes de la física su distancia de trabajo, medida entre el lente frontal y la cima de la muestra (cubreobjetos), está restringida a cerca de 100 micrómetros. El uso de los lentes objetivos con una mayor distancia de trabajo resulta en una baja resolución de imagen. Además que, la penetración del rayo láser en las muestras es restringida y está en un rango máximo de 100 a 150 micrómetros en la dirección Z. Pulsaciones cortas de iluminación de doble fotón, donde la energía de dos fotones viene a la adición en el plano de enfoque y puede ser absorbida por un fluorocromo causara la emisión de fotones alta energía (longitud de onda corta). Esto puede resultar en una extensiva penetración del rayo dentro de la muestra y en la reducción de la coloración de los fluorocromos, pero los láseres requeridos son extremadamente caros y tienen que ser arreglados después de su uso. Así mismo, solo un canal fluorescente está disponible, desde el principio del tiro de doble fotón no está permitido iluminación de múltiples longitudes de onda. El poder de acuerdo a la regla de los pulgares (media longitud de onda de iluminación) no está restringida, porque resulta una corta longitud de onda de iluminación. Esto puede ser hecho por la interferencia de un pulso doble de la longitud de onda larga.